# NGC 418
NGC 418 är en stavgalax i stjärnbilden Bildhuggaren. Den upptäcktes den 28 september 1834 av John Herschel. 